# Filip Szymczak
Pour les articles homonymes, voir Szymczak.
Filip Szymczak, né le 6 mai 2002 à Poznań en Pologne, est un footballeur polonais qui évolue au poste d'avant-centre au GKS Katowice.

## Biographie

### Carrière en club
Né à Poznań en Pologne, Filip Szymczak est formé au Lech Poznań. Avec l'équipe réserve du club il marque 16 buts et délivre deux passes décisives pour un total de 32 matchs joués. Il fait sa première apparition en professionnel le 24 septembre 2019, à l'occasion d'une rencontre de coupe de Pologne face au Chrobry Głogów. Il entre en jeu à la place de Christian Gytkjær et son équipe s'impose par deux buts à zéro.
Szymczak inscrit son premier but en professionnel le 15 août 2020, lors d'une rencontre de coupe de Pologne face à l'Odra Opole. Il entre en jeu à la place de Mikael Ishak et quelques minutes plus tard, après un mouvement avec Kamil Jóźwiak il marque le troisième but des siens, participant ainsi à la victoire de son équipe (1-3),.
Le 2 juillet 2021 il est prêté au GKS Katowice. Il se montre décisif dès son premier match, le 31 juillet face au Resovia Rzeszów en marquant son premier but, lors de la première journée de championnat (2-2 score final),.
Le 5 juillet 2022, il joue son premier match en Ligue des champions contre le Qarabağ FK. Il entre en jeu et son équipe s'impose par un but à zéro.
Le 30 janvier 2025, Filip Szymczak revient au GKS Katowice en étant prêté jusqu'à la fin de la saison par le Lech Poznań.

### En sélection
En 2018 Filip Szymczak joue deux matchs et marque un but avec l'équipe de Pologne des moins de 16 ans.
Il représente ensuite les moins de 17 ans pour un total de cinq matchs joués, tous en 2018.
En septembre 2021, Szymczak est convoqué pour la première fois avec l'équipe de Pologne des moins de 20 ans par le sélectionneur Miłosz Stępiński (en).
Szymczak joue son premier match avec l'équipe de Pologne espoirs contre l'Arabie Saoudite, le 26 mars 2021. Il est titularisé puis remplacé par Adrian Benedyczak ce jour-là, et son équipe s'impose largement (7-0 score final). Le 17 novembre 2022, il commence pour la première fois un match avec les espoirs en tant que titulaire contre la Croatie. Il marque ce jour-là également son premier but avec les espoirs mais son équipe s'incline (3-1 score final).